# Series de televisión de Turquía
Las telenovelas turcas (en turco: televizyon dizileri o dizi) son las series de televisión de género dramático que son provenientes de la República de Turquía, las cuales son muy populares tanto en su país de origen como internacionalmente. Este tipo de series es uno de los mayores mercados de ficción en el mundo, por debajo de Estados Unidos, pues desde el año 2014 han cobrado mucha fama y fuerza en lo que es  el mundo occidental, sobre todo en América Latina, y en los países del mundo con abundante población de origen hispano, así como en el Reino de España. Además de esta región, en otros lugares del mundo se han popularizado, y muy masivamente, son los países que están situados en lo que es la Península de los Balcanes, el Cáucaso, en Europa, en los países de lo que es el llamado mundo árabe, en Asia Central, en la Republica Islámica de Pakistán, y en la Republica Islámica de Irán. Aunque claro está, en los países anglosajones, a estas novelas muy dramáticas, se les conoce con el nombre de origen inglés soap opera.

## Contexto
La primera miniserie de televisión que se tenga constancia, y dicho sea de paso, se exportó exitosamente al extranjero, y en el año 1975, fue Aşk ı Memnu, que se rodó en ese período, y sucesivamente, se exportó a la República de Francia. 
Posteriormente, en el año 1986, Çalıkuşu fue la segunda miniserie de televisión que se exportó internacionalmente, y a la Unión de Repúblicas Socialistas Soviéticas, Los programas de televisión de dicha nación, casi siempre estaban disponibles en varios idiomas, ya sean doblados o subtitulados, y eso es para adaptarse al idioma en cuestión del país de destino final.
Desde el año 2001, fueron vendidos los derechos de emisión de aproximadamente 65 telenovelas de televisión de dicha nación por un valor monetario de más de ₺2.700.000.000 millones de liras turcas, o lo que es casi lo mismo, más de 50 millones de dólares. En el año 2012, las exportaciones de las telenovelas rindieron a sus productores 130 millones de dólares, normalmente, son producidas en la populosa ciudad de Estambul, que es la capital de la provincia turca del mismo nombre, pero también se rodan en varias ciudades de otras provincias, y es fuera de esa gran ciudad. Para 2014 las series llegaron a popularizarse en Latinoamérica, luego que una distribuidora consiguiera un convenio con el canal chileno Mega para distribuir Las mil y una noches.
Entre los canales de televisión de esa nación euroasiatica que producen, y al mismo tiempo, emiten estas series de televisión a lo que es todo el mundo, se encuentran TRT, Kanal D, Show TV, Star TV, ATV, Fox, TV8, y Kanal 7. El mercado de los dramas está marcado por una dura, y al mismo tiempo, muy encarnada competencia entre los canales de televisión locales, pues casi el 50%, no tienen continuidad más allá de seis episodios. Dichas series, siguen el tradicional tópico de los temas de amor no correspondido para el público femenino, la mayor parte de las producciones cinematográficas, y algunas series de acción, están dirigidas a lo que es todo el público masculino .
En general, sus tramas reflejan el conservadurismo social en las telenovelas que emiten y exportan. Estas suelen incluir infidelidades, separaciones, algunas escenas en las que se muestran adulterio, amenazas, ataques mobiliarios, besos, caídas y coqueteos. En casos severos, se presenta violencia contra la mujer. A esta violencia, se escenifican bofetadas, abusos sexuales, violaciones, violencia intrafamiliar. En la mayoría de las historias, se evidencia la exclusión social de todas las minorías de lo que es la diversidad sexual y la prohibición de escanas eróticas y el uso de tatuajes (debido a que las series son monitoreadas por el Consejo Supremo de Radio y Televisión de su país). Por otro lado, los radicales islámicos perciben a las series como muy vulgares, muy heréticas, y muy violentas.

## Popularidad internacional
En el año 2015, se informó que las cuatro series de televisión más exitosas alrededor del mundo son Muhteşem Yüzyıl, Fatmagül'ün Suçu Ne?, Aşk-ı Memnu y Binbir Gece. Asimismo, el actor más popular internacionalmente es Halit Ergenç, y la actriz más popular internacionalmente es Bergüzar Korel.

### Bosnia y Herzegovina
La serie más vista en Bosnia y Herzegovina fue Muhteşem Yüzyıl.

### Eslovenia
Las series también son populares en Eslovenia, Son transmitidos por Planet TV y POP TV. Sus series más populares son Kara Sevda, Sen Çal Kapımı, Erkenci Kuş, Bay Yanli, entre otras series más.

### Kosovo
En Kosovo, la serie más vista durante el año 2012, fue Fatmagül'ün Suçu Ne?, liderando en el mes de diciembre el primer lugar la lista de sintonía, mientras que la serie Aşk ve Ceza se ubicó en tercer lugar en dicho mes del año, según datos que fueron recabados de Index Kosovo.

### Serbia
En Serbia, las series más populares fueron Muhteşem Yüzyıl, el cual se ubicó en cuarto lugar entre los programas de televisión más vistos en dicha nación durante el mes de enero del año 2013, y Öyle Bir Geçer Zaman Ki, la cual se posicionó en séptimo lugar el mismo mes del año.

### Macedonia del Norte
En Macedonia del Norte, la serie Öyle Bir Geçer Zaman Ki se posicionó en primer lugar en el mes de enero del año 2013, De hecho, los dramas son tan exitosos, que el gobierno, que era presidido en ese entonces por Gjorge Ivanov, restringió las emisiones de estas series durante el día para reducir el impacto en la sociedad macedonia.
En la Montenegro, Macedonia del Norte, Rumania, Albania y la República Helénica, la serie Binbir Gece obtuvo un índice de audiencia muy aceptable, Inclusive, el turismo en Estambul se incrementó debido a que los croatas que viajaban allá con el principal interés de poder aprender el idioma turco. Asimismo, la serie más vista en la República de Eslovenia fue Kara Sevda.

### España
En el España se emitió Fatmagül'ün Suçu Ne? a través del canal de televisión Nova. con buenas audiencias. También se emitió en este mismo canal de  televisión las series Kara Para Aşk, Ezel, Sıla y Medcezir. Así mismo, en el canal de televisión Divinity se han emitido Kara Sevda, Cesur ve Güzel, Kuzey Güney, Erkenci Kuş, İçerde, No 2000, Benim Tatlı Yalanım, entre otras series más.

### Francia
Las series Kara Sevda, Ölene Kadar, Fatmagül'ün Suçu Ne? y Bu Şehir Arkandan Gelecek, fueron transmitidos por Novelas TV, con sede en África, pero que también transmite en Francia, Fatmagül'ün Suçu Ne? fue seleccionado como la Mejor Serie Extranjera en los Soap Awards del año 2019, Mientras que 7. Koğuştaki Mucize se convirtió en la película más vista en Netflix, y así se llevó el título más visto ese año.

### Suecia
En Suecia, el canal de televisión de origen sueco SVT adquirió la serie Son, convirtiéndose en la primera emisora importante de toda Europa occidental en comprar una serie de televisión.

### Rusia
La primera serie de televisión turca popular en Rusia fue Çalıkuşu, transmitida en 1986, décadas después, se transmitió la serie Kurt Seyit ve Şura en el canal de televisión Domashny en el año 2015, años después, se transmitió la serie Muhteşem Yüzyıl en el canal de televisión Domanshi en el año 2012. A pesar de que la serie no tuvo éxito en su país de origen, se transmitió en el Canal 1, que es el canal de televisión más grande de esa nación euroasiatica, en 2019 y ocupó el puesto número uno como la serie de televisión más vista en dicha nación, Siyah Beyaz Aşk se emitió en el canal de televisión Domashniy, Anne, Kara Sevda, Kara Para Aşk y Meryem también se emitieron en dicho lugar, sin embargo, Kara Sevda ganó aún más popularidad, pues los espectadores disfrutaron viendo no sólo el episodio original, sino que también las reposiciones de dicha serie de televisión, La nueva versión del drama Paramparça, fue emitida en el año 2018, pero su nombre fue Oskolki en WeIT Media, pero años después, La estrella turca Tuba Büyüküstün se convirtió en la cara del operador móvil Megafon, en el año 2021.

### Armenia
El drama Ezel, fue rehecho con el nombre de Ancanoty por Shant TV, que es uno de los canales de televisión más importantes de Armenia, La adaptación cinematográfica de la serie Kara Sevda se transmitió con el nombre de Kayaran, Pero también se ven series en lo que es la diáspora armenia.

### Israel
La primera serie de televisión transmitida en el Israel fue Menekşe ile Halil en el año 2011, fue la primera serie de televisión que se transmitía en doblaje al idioma hebreo, se transmitía cinco días a la semana en el horario estelar del canal de televisión Viva. La serie İstanbullu Gelin alcanzó altos índices de audiencia, especialmente entre las mujeres, La estrella de la serie, Özcan Deniz dio conciertos allí mismo, y Berkay Hardal actuó en los anuncios publicitarios del país mencionado.

### Etiopía
En 2016, las producciones de dicha nación euroasiatica, se hicieron populares en la Etiopía, a través de TV Kana, donde son dobladas al idioma amárico, Netflix produjo su primera serie original, denominada The Protector,

### Países árabes
Irónicamente, los dramas de televisión tienen mucha petición en lo que es el mundo árabe. En una encuesta que fue llevada a cabo en 16 países de Oriente Medio por la Fundación de Estudios Económicos y Sociales, tres de cuatro de ellos dijeron que habían visto una serie de televisión.
Las telenovelas comenzaron a incrementar aún más su popularidad en ese lugar en el año 2008, cuando el fundador, magnate, y presidente Waleed bin Ibrahim Al Ibrahim empezó a comprar series para el canal de televisión Middle East Broadcasting Center.
Liderados por Gümüş, conocido como Noor en ese mercado, una gran ola de melodramas se hicieron paso en la televisión árabe, empuñando una especie de poder muy blando. La serie violó las normas conservadoras locales. El episodio final de Noor en el canal de televisión anteriormente mencionado,  se estrenó en el mes de agosto del año 2008, y fue visto por 85 millones de espectadores. Ese mismo año, el gran muftí de Arabia Saudí, Abdul Aziz al-Sheikh, emitió una fetua contra los canales de televisión que emitieron dicha serie de televisión, diciendo que cualquiera que haya transmitido dicha serie de televisión, es «un enemigo de Dios y su profeta».
Asimismo, Noor, abrió paso en el mundo árabe al éxito de otras series de televisión, En el año 2013, Fatmagül'ün Suçu Ne? se convirtió en la serie más popular en dicho territorio, seguida de Aşk-ı Memnu y Muhteşem Yüzyıl.
Por su parte, el éxito de la serie Fatmagül'ün Suçu Ne?, incrementó el turismo en la ciudad de Estambul, porque al igual que en el caso europeo, fue debido a que muchos turistas árabes querían presenciar las locaciones de la serie, así como el restaurante en donde trabajaba Fatmagül Ketenci, que era el personaje interpretado por la actriz Beren Saat.

#### Afganistán
Las series turcas también son muy populares enAfganistán, sus niveles de audiencia se hicieron mucho más altos que las tradicionales series hindúes provenientes de bollywood que los afganos antes miraban con mayor frecuencia. La serie más popular es Fatmagül'ün Suçu Ne?. Otras series como, Öyle Bir Geçer Zaman Ki, Beni Affet, Iffet, Aşk-ı Memnu y Adını Feriha Koydum también son conocidas en mencionado país de Asia del Sur.

### Irán
Las series de televisión son extremadamente muy populares en Irán, La serie más popular en mencionado territorio de Asia Occidental es Aşk-ı Memnu, seguida de  Ezel.

### Pakistán
En la Pakistán, la serie más popular es Aşk-ı Memnu, la cual fue vista por más de 90 millones de espectadores, convirtiéndose en la serie internacional de mayor audiencia en dicho territorio,  La segunda serie más popular allí es Fatmagül'ün Suçu Ne?. Estas dos series de televisión, son descritas como un fenómeno de gran éxito en el territorio, de audiencia incalculable, pero lamentablemente, la popularidad de las series fue muy manchada por la controversia entre los sectores más religiosos de esa nación.

### Líbano
En la Líbano, una adaptación cinematográfica árabe del drama turco İstanbullu Gelin se rehízo como Bride from Beirut para el canal de televisión Middle East Broadcasting Center en el año 2019, En 2021 se hizo una nueva versión árabe, su nombre fue Ala Al Hilwa Wa Al Morra, del drama Iyi Günde Kötu Günde, La plataforma digital árabe vinculada a dicho canal de televisión, Shahid, sigue mostrando dramas a pesar de la crisis financiera y política, Durante el Ramadán de los años 2020 y 2021, los canales de televisión transmitieron muchas series en esa nación.

### Bangladés
En Bangladés, las series de televisión comenzaron a hacerse muy populares con la entrada de la serie Muhteşem Yüzyıl, y se emitió en el canal de televisión Deepto TV, que se lanzó en el mes de noviembre del año 2015, y comenzó su actividad de transmisión al transmitir el primer y segundo episodio de esta serie de televisión, Fue la primera serie emitida en la televisión de esa nación, A través de este programa de televisión, el canal de televisión y el programa de televisión obtuvieron el segundo TRP más alto en la primera semana del mes de enero y maravillosamente obtuvieron el primer lugar en las calificaciones de TRP de los espectadores en la segunda semana entre todos los canales de televisión de dicho lugar, Después de un año de la exitosa ejecución de Muhteşem Yüzyıl, varios canales comenzaron a transmitir otras series turcas como Diriliş Ertuğrul en Maasranga Television y Ask-i Memnu en Channel I, dicha serie histórica ha ganado tanta popularidad, que el programa de televisión ha alcanzado el nivel más alto de Calificaciones TRP de los espectadores en los años 2017 y 2018.

### India
En el mes de septiembre del año 2015, el primer drama en la televisión fue Adını Feriha Koydum, que fue transmitido en Zindagi y se convirtió en un gran éxito, ya que la verdadera razón detrás de su éxito es una historia poderosa y la actuación muy natural de todos los artistas, en la tercera y última temporada, dicha serie se transmitió por primera vez en la India entre el 16 de noviembre de 2016 y el 15 de diciembre de 2016 a las 18:00 con el título Feriha-Nueva Temporada de Zindagi debido a la abrumadora solicitud de la audiencia, Sin embargo, la serie Aşk-ı Memnu también se transmitió en Rishtey en idioma hindi, pero en una versión internacional de Rishtey como en Estados Unidos, Europa, y en Asia. En India, dicha serie no transmite por Rishtey hasta ahora, Fatmagül'ün Suçu Ne? también fue muy bien recibido y muy apreciado por el público de la República de la India, El programa también ayudó a Zindagi a convertirse en el canal de entretenimiento prémium número uno, obteniendo índices de audiencia impresionantes. La audiencia del canal aumentó debido a este programa. La razón detrás de esto son actores talentosos, caras atractivas, lugares realistas y escénicos además de una buena historia, Kuzey Güney, Adını Feriha Koydum, Aşk Laftan Anlamaz y Küçük Ağa son uno de los programas más demandados en India y también el programa mejor calificado en India, A partir del 25 de junio del año 2018, Star Plus comenzó a transmitir la serie de televisión Kış Güneşi como el primer programa de televisión de su canal doblado al idioma hindi.
La serie Kya Qusoor Hai Amala Ka, la cual es una adaptación cinematográfica india de la serie Fatmagül'ün Suçu Ne?, se estrenó en el año 2017, la nueva versión india, cuyo nombre fue Dil Sambhal Jaa Zara, del drama Aşk-ı Memnu, también se emitió en dicho año.
Recientemente, y en el año 2018, MX PLAYER comenzó a transmitir series de televisión que fueron dobladas al idioma hindi, y de forma gratuita. Day Dreamer, Endless Love, Cennet, New Bride, Brave and Beautiful, The Girl Named Feriha, Our Story (Bizim Hikaye), The Promise también son muy bien recibidas por el público.
La serie Binbir Gece tendrá una nueva versión. Su nombre será Kathaa Ankahee, y se transmitirá en Sony Entertainment Television.

### Indonesia
Primeramente, Paramparça se emitió en ANTV, posteriormente, la serie Kırgın Çiçekler se transmitió en dicho canal de televisión, y se convirtió en la producción cinematográfica más vista por las espectadores de entre 20 años y 29 años, respectivamente, el drama Elif, se emitió en dicha nación asiática, y se realizó una nueva versión local como Elif Indonesia en el canal de televisión SCTV.

### Japón
En Japón, se emitió la serie Muhteşem Yüzyıl en el canal de televisión Channel Ginga como Otomano Gaiden - Harem de Amor y Deseo en el canal de televisión Nippon TV, pero también ha adquirido los derechos de la serie Anne, una nueva versión del drama Mother, la nueva versión de dicha serie de televisión, se emitirá en BS Nippon TV y Hulu, El drama Kadın, una nueva versión del drama japonés Woman, ganó el Premio Especial, como drama extranjero en los Tokyo Drama Awards.

### Corea del Sur
En el año 2017, la serie web Fi se vendió al canal de televisión GTV. En el año 2021, Kırmızı Oda se vendió para el canal de televisión surcoreano Kuki TV. Ezel ganó el Premio Especial en la categoría de Drama en los 7° edición de los Premios Internacionales de Drama de Seúl, Mientras que Medcezir ganó el Premio de Plata al Mejor Drama en la 9° edición de los Premios Internacionales de Drama de Seúl. Mientras que la serie Kara Sevda ganó el Premio Especial del Jurado en la categoría de Drama en los 10° edición de los Premios Internacionales de Drama de Seúl celebrados en Corea del Sur, Engin Akyürek recibió el premio al Mejor actor en la 10° edición de los Premios Internacionales de Drama de Seúl, Kerem Bürsin ganó el premio al Mejor actor en la 12° edición de los Premios Internacionales de Drama de Seúl, El drama Çarpışma, ganó el Premio de Plata en la categoría de Mejor Drama en la 14.ª edición de los Premios Internacionales de Drama de Seúl, Mientras que Çukur ganó el Premio Especial del Jurado en la 16° edición de los Premios Internacionales de Drama de Seúl, En la 17° edición de los Premios Internacionales de Drama de Seúl, dos dramas, Destan y Mahkum ganaron el Premio a la Mejor Serie.

### Uzbekistán
En la Uzbekistán, los canales de televisión estatales, removieron definitivamente a las series por la condición muy rebelde de algunos de sus personajes ficticios.

### Camboya
En el Camboya han sido presentadas Binbir Gece y Adını Feriha Koydum.

### Filipinas
En Filipinas, y en el año 2018, GMA Network emitió el primer drama, cuyo nombre fue Bana Sevmeyi Anlat, El canal ETC también transmitió Her Yerde Sen, Kara Sevda, y posteriormente, Aşk Laftan Anlamaz.

### Brasil
En Brasil, la primera serie de televisión transmitida en fue Binbir Gece en el canal de televisión Band TV, Luego se emitieron Fatmagül'ün Suçu Ne? y Sıla tuvo la mejor calificación de la primera semana de las telenovelas en dicho canal de televisión, HBO Max Brasil lanzó su primera telenovela, cuyo nombre fue Sen Çal Kapımı, en el catálogo brasileño y el título conquistó inmediatamente a todos los suscriptores, ubicándose en el primer lugar entre las producciones televisivas más vistas en streaming.

### República de Chile
En Chile, Patricio Hernández se consolidó como una figura clave en la importación de series de televisión. Su labor, enfocada en diversificar la oferta televisiva y optimizar la programación, contribuyó a la supervivencia financiera de un canal de televisión en un momento crítico.
Fatmagül'ün Suçu Ne? se convirtió en la serie más vista durante el año 2014, también fue la más vista en el año 2015, y la serie más vista en general, promediando 30 puntos de sintonía por emisión, incluso llegando hasta 35 puntos de sintonía. Otras series populares son Binbir Gece y Aşk-ı Memnu, esta última, y a diferencia de Fatmagül'ün Suçu Ne? y Binbir Gece, no fue transmitida en el horario estelar ni tampoco fue emitida en el canal de televisión Mega, sino que en este caso, fue emitida por el canal de televisión Canal 13 en las tardes, liderando cómodamente en su horario, a esto se suma a que la serie de televisión Sıla, que se transmitió ese año, recibió una audiencia tan alta como el partido de fútbol de clasificación para la Copa América entre la Selección Brasileña de Fútbol, y la Selección Chilena de Fútbol.

### Argentina
En Argentina, la serie Fatmagül'ün Suçu Ne? fue extremadamente popular, con más de 12 millones de espectadores viendo cada episodio, Mucize Doktor, que comenzó a transmitirse en el canal de televisión que es uno, Telefe, recibió una calificación de 14,2 puntos de sintonía en su primer episodio, convirtiéndose en la segunda actuación de apertura más alta, mientras que el día miércoles, alcanzó la calificación más alta para un drama con una calificación de 21,5 puntos de sintonía.

### Perú
En la Perú, la serie más popular fue Binbir Gece seguida de Fatmagül'ün Suçu Ne?. Ambas series han derrotado en varias ocasiones a producciones nacionales que eran muy preferidas, y desde hace tiempo por el público local, tales como Al fondo hay sitio y Amor de madre.
Binbir Gece, fue la primera novela en llegar al Perú en la década de 2010, y en poco tiempo superó a Al fondo hay sitio, cuya serie nacional, antes no tenía competencia alguna con los programas de televisión provenientes de otros canales de televisión, y ni siquiera se acercaban a sus cifras reales en el horario estelar. Después, llegó a la televisión peruana Fatmagül'ün Suçu Ne?, cuya serie ha liderado la lista de audiencia en el Perú más veces de la que hizo Binbir Gece en su momento. La competencia en el horario estelar se hizo aun más dura luego del ingreso de la telenovela peruana Amor de madre, sin embargo, y a diferencia de Binbir Gece, Fatmagül'ün Suçu Ne? sí pudo ganarle más de una vez a la producción nacional. La historia de Fatmagül'ün Suçu Ne? también le ha ganado a Al fondo hay sitio y Amor de madre, dos producciones locales, y ha liderado las listas de audiencia incluso cuando la competencia local de programas de televisión en el horario estelar se hizo mucho más fuerte entre los canales de televisión América Television y Latina Televisión.
Para los siguientes años, ya como uno de los países del mundo con mayor importación de series que los doramas, el canal de televisión que más ha transmitido estas series es Latina Televisión, teniendo más de 30 emitidas, siendo el segundo país en Latinoamérica que más teleseries transmite. Varias de ellas lograron numerosa popularidad, tales como Aşk-ı Memnu en el año 2016, Anne en el año 2018, Bizim Hikaye en el año 2019, Kadın en el año 2020 o Kızım en el año 2021.

### Uruguay
En Uruguay, las series más populares también son Fatmagül'ün Suçu Ne?, Binbir Gece y Muhteşem Yüzyıl.

### Colombia
En Colombia, las series han sido emitidas en el horario de la mañana y de la tarde, a través del canal de televisión Caracol TV Las series que se han transmitido a través de esta señal televisiva son Adını Feriha Koydum, Aşk-ı Memnu, Binbir Gece, Fatmagül'ün Suçu Ne?, Güllerin Savaşı, Elveda Derken, Elif, Ezel, Kara Sevda, O Hayat Benim y Bana Sevmeyi Anlat. Y en canal de televisión Canal 1 también han sido emitidas en el horario de la tarde, como las series Öyle Bir Geçer Zaman Ki, Kanatsız Kuşlar y Fazilet Hanım ve Kızları y en la noche Cesur ve Güzel.

### México
En los México, la mayor parte de las series han sido emitidas por TV Azteca y el canal de televisión Imagen Televisión. se ha emitido las series de televisión Fatmagül'ün Suçu Ne?, Muhteşem Yüzyıl, y su secuela, Muhteşem Yüzyıl Kösem, Adını Feriha Koydum, Aşk-ı Memnu, Kara Para Ask, entre otras series más.

### Estados Unidos
En los Estados Unidos, el drama de televisión Kara Sevda se transmite a través del canal de televisión Univisión, se convirtió en la telenovela extranjera más vista en toda la historia del país y la serie turca de mayor audiencia, superando a sus principales competidoras. La historia de amor se mantiene como la ficción más vista del prime time con más de 2 millones de espectadores cada día, y cerca de 4 millones de espectadores en su último episodio, algo que ninguna otra serie ha conseguido. Actualmente, pero actualmente, sigue siendo la serie más vista en esa nación.
Pero, y sin embargo, una nueva versión estadounidense en español titulada Pasión prohibida, que es procedente directo del drama Aşk-ı Memnu comenzó a transmitirse en el año 2013, Posteriormente, el canal de televisión Star Plus transmitió la nueva versión de esta serie como Dil Sambhal Jaa Zara.
El drama Sefirin Kızı, convirtió al canal de televisión Univision en la primera cadena estadounidense entre los espectadores hispanos en el horario de las 22:00 horas, La actriz de dicha serie, Neslihan Atagül, estuvo en la portada de HOLA! Estados Unidos para la promoción del drama, El actor de la serie Hercai, Akın Akınözü, apareció en la portada de la revista HOLA! Estados Unidos para la promoción de otro drama. Otra estrella turca, Tuba Buyukustun, apareció en la portada de HOLA!USA por su papel clave en el reconocimiento mundial de los actores turcos.